# Austrochilus franckei
Austrochilus franckei är en spindelart som beskrevs av Norman I. Platnick 1987. Austrochilus franckei ingår i släktet Austrochilus och familjen Austrochilidae. Inga underarter finns listade.